# Obdulio Varela
Obdulio Jacinto Muiños Varela (Montevideo, 1917. szeptember 20. – Montevideo, 1996. augusztus 2.) világbajnok uruguayi labdarúgó , fedezet, hátvéd, edző.

## Pályafutása

### Klubcsapatban
1936 és 1938 között a Deportivo Juventud, 1938 és 1943 között a Montevideo Wanderers, 1943 és 1955 között a Peñarol labdarúgója volt. A Peñarol együttesével hat bajnoki címet szerzett.

### A válogatottban
1939 és 1954 között 45 alkalommal szerepelt az uruguayi válogatottban és kilenc gólt szerzett. Tagja volt az 1942-es hazai rendezésű Copa Américán aranyérmes csapatnak. Az 1950-es brazíliai világbajnokságon aranyérmes, 1954-es svájcin negyedik lett a válogatott csapattal.

### Edzőként
1955-ben a Peñarol vezetőedzője volt.

## Sikerei, díjai
Uruguay
- Világbajnokság
  - aranyérmes: 1950, Brazília
- Copa América
  - aranyérmes: 1942, Uruguay

 Peñarol
- Uruguayi bajnokság
  - bajnok (6): 1944, 1945, 1949, 1951, 1953, 1954